# Vjačeslav Čornovil
Vjačeslav Čornovil (ukr. В'ячеслав Максимович Чорновіл); (Jerky, Ukrajina, 24. prosinca 1937. - Boryspilj, Ukrajina, 25. ožujka 1999.); je ukrajinski novinar, književni kritičar, publicist, društveni i politički aktivist, politički disident u Sovjetskoj Ukrajini. 
Vjačeslav je spadao među vodeće ukrajinske intelektualce u Sovjetskom Savezu, često se angažirao u zaštiti ukrajinskog jezika, društva općenito i ljudskih prava. Više puta je nagrađivan od strane međunarodnih organizacija za doprinose u zaštiti ljudskih prava. 

## Biografija
Čornovil je zbog svojih političkih istupanja više puta pritvaran, posebno tijekom 1960.-tih i 1970.-tih godina. Kao diplomirani novinar, često je upozoravao na kršenje ljudskih prava u Sovjetskoj Ukrajini te prisilnu rusifikaciju u ukrajinskim obrazovnim ustanovama. Djelovao je u sklopu Ukrajinske helsinške grupe te je potpomagao osnivanje demokratskog pokreta Ruh Ukrajine u kojem je obnašao dužnost prvog predsjednika. 
Čornovil je poginuo u donekle sumnjivoj prometnoj nesreći 1999. godine, kao glavni politički oponent autoritativnom predsjedniku Leonidu Kučmi, što je stvorilo novinarske sumnje da je prometnom nesrećom ustvari na njega izvršen uspješan atentat.

## Vanjske poveznice
- New York Times: Viacheslav Chornovil, 61; Fought Soviet (eng.)
- Biografija Vjačeslava Čornovila (ukr.)